# Echte Kröten
Die Echten Kröten (Bufo) bilden eine artenreiche Gattung in der Familie der Kröten (Bufonidae), die zur Ordnung der Froschlurche (Anura) gehört.

## Beschreibung
Echte Kröten haben meist einen gedrungenen, kräftigen Körperbau (zur Anatomie vergleiche: Neobatrachia), eine kurze Schnauze, waagerecht gestellte Pupillen, auffällige Ohrdrüsen (Parotiden) am Hinterkopf und eher kurze Beine. Die trockene Haut ist mit warzigen Höckern übersät. In den „Warzen“ wie auch in den Parotiden münden Drüsen, die Hautgifte absondern können. Diese Sekrete schützen die Tiere vor Fressfeinden und Hautparasiten. Die Kieferknochen sind zahnlos. Charakteristisch für die Gattung wie für die Familie ist auch das sogenannte Biddersche Organ – rudimentäre Eierstöcke bei den Männchen. Die Paarung erfolgt wie bei allen Neobatrachia mit einer axillaren Umklammerung durch das Männchen, also rücklings hinter den Vorderbeinen des Weibchens. Der Laich wird in der Regel in Form langer, dünner, perlenkettenartiger Gallertschnüre ins Wasser abgegeben.
Im Hautsekret verschiedener Arten, so etwa der europäischen Erdkröte, wurde als ein Bufotoxin Bufotenin nachgewiesen. Dieses halluzinogene Alkaloid auf Tryptamin-Basis entwickelt im menschlichen Körper eine ähnliche, wenngleich schwächere, Wirkung wie LSD.

## Verbreitung
Die Gattung Bufo im klassischen Sinn umfasste fast 300 Arten weltweit von den kalt-gemäßigten bis in die tropischen Zonen. Evolutions- und heutige Verbreitungszentren der Gattung sind die beiden aus dem vorherigen Südkontinent Gondwana durch Kontinentaldrift hervorgegangenen Erdteile Südamerika und Afrika. Von dort aus wurden später auch Nordamerika bzw. Asien und Europa besiedelt. In Australien, auf Neuguinea und auf vielen anderen Inseln, wo sie ursprünglich nicht vorkamen, wurden einige Arten vom Menschen künstlich angesiedelt (vgl. Aga-Kröte). In Europa sind lediglich drei Arten heimisch, die allerdings nach neueren phylogenetischen Forschungsarbeiten drei unterschiedlichen Gattungen angehören: Erdkröte (Bufo bufo), Kreuzkröte (Epidalea calamita) und Wechselkröte (Bufotes viridis) – alle auch in Deutschland.
Wie bei anderen Gattungen der Froschlurche haben sich in der langen Zeit der Trennung der Kontinente die Arten der Alten und der Neuen Welt auseinanderentwickelt. Nach einer kladistischen Analyse des Stammbaums der Froschlurche durch Darrell Frost et al. im Jahre 2006 kam es zu einer Revision vieler Gattungen. Die nearktischen Arten der ehemals sehr großen Gattung Bufo wurden dabei in eine eigene Gattung mit dem Namen Anaxyrus gestellt.

## Lebensweise
Die Echten Kröten sind mehrheitlich terrestrisch lebende, dämmerungs- und nachtaktive Tiere, die sich tagsüber versteckt halten. Bei der Habitat-Besiedlungsstrategie unterscheidet man eher „ortstreue“ Arten (K-Strategen), die traditionelle Fortpflanzungsgewässer immer wieder aufsuchen (beispielsweise die Erdkröte), und „vagabundierende“, neue Kleingewässer spontan besiedelnde Arten (r-Strategen; beispielsweise die Kreuzkröte). Letztere besitzen als Männchen große kehlständige Schallblasen, um Weibchen über eine große Distanz auf sich und ein geeignetes Laichgewässer aufmerksam zu machen.

## Arten
In der Gattung Bufo verblieben 16 Arten (Stand: 9. Juli 2021), 2022 wurden nach einer Revision der ostpaläarktischen Mitglieder der Gattung fünf Arten hinzugefügt:
Bufo yongdeensis und Bufo yunlingensis sind zwei neue Arten aus China, deren Erstbeschreibungen ebenfalls im Jahr 2022 veröffentlicht wurden. 
2023 wurde aus der chinesischen Provinz Guangdong die Art Bufo exiguus beschrieben. Aus dem Jahr 2024 stammt die Erstbeschreibung von Bufo rubroventromaculatus aus Vietnam. Insgesamt sind es 26 beschriebene Arten der Gattung Bufo:
Stand: 4. Juli 2024
- Bufo ailaoanus Kou, 1984
- Bufo andrewsi Schmidt, 1925
- Bufo aspinius (Rao & Yang, 1994)
- Bufo bankorensis Barbour, 1908
- Bufo bufo (Linnaeus, 1758) – Erdkröte
- Bufo cryptotympanicus Liu & Hu, 1962
- Bufo eichwaldi Litvinchuk, Borkin, Skorinov und Rosanov, 2008
- Bufo exiguus Qi, Lyu, Song, Wei, Zhong & Wang, 2023
- Bufo formosus Boulenger, 1883
- Bufo gargarizans Cantor, 1842
- Bufo luchunnicus (Yang & Rao, 2008)
- Bufo menglianus (Yang, 2008)
- Bufo minshanicus Stejneger, 1926
- Bufo pageoti Bourret, 1937
- Bufo praetextatus Boie, 1826  – Japanische Erdkröte
- Bufo rubroventromaculatus Orlov, Ananjeva, Ermakov, Lukonina, Ninh & Nguyen, 2024[4]
- Bufo sachalinensis Nikolskii, 1905
- Bufo spinosus (Daudin, 1803) – Westliche Erdkröte[5]
- Bufo stejnegeri Schmidt, 1931
- Bufo tibetanus Zarevskii, 1926 "1925"
- Bufo torrenticola Matsui, 1976
- Bufo tuberculatus Zarevskij, 1926
- Bufo tuberospinius (Yang, Liu & Rao, 1996)
- Bufo verrucosissimus (Pallas, 1814) – Kolchische Kröte
- Bufo yongdeensis (Rao, Liu, Ma & Zhu, 2022 "2020")
- Bufo yunlingensis Rao, Hui, Zhu & Ma, 2022 "2020"

Die Japanische Erdkröte, bisher unter dem wissenschaftlichen Namen Bufo japonicus Temminck & Schlegel, 1838 bekannt, wurde 2022 mit Bufo praetextatus Boie, 1826 synonymisiert, da es sich dabei um den älteren verfügbaren Namen für die Art handelt.